# Stilpnogaster stabilis
Stilpnogaster stabilis är en tvåvingeart som först beskrevs av Philipp Christoph Zeller 1840.  Stilpnogaster stabilis ingår i släktet Stilpnogaster och familjen rovflugor. Inga underarter finns listade i Catalogue of Life.